# Zenerdiod

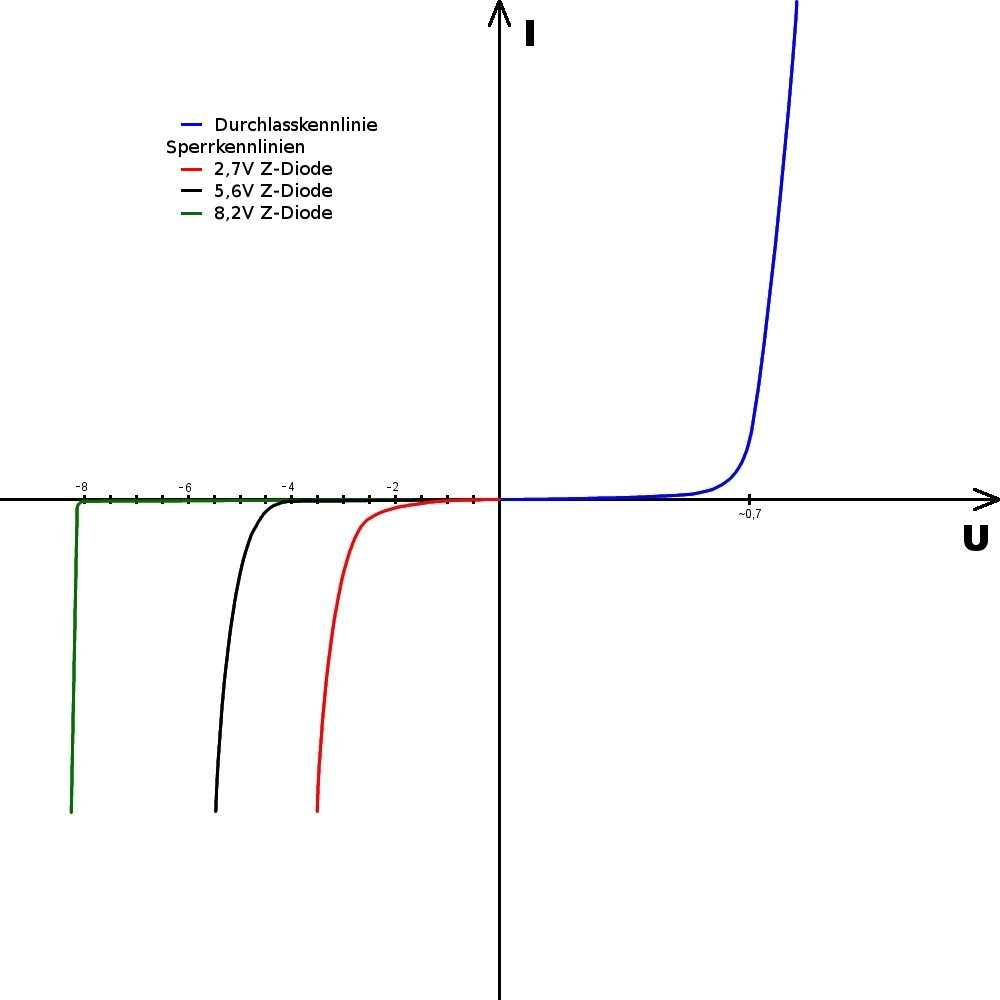
Ström-spänningskurvor för tre olika zenerdioder. Observera att x-skalan är olika för positiva och negativa spänningar.

Zenerdioder, med namn efter den amerikanske fysikern Clarence Zener, fungerar som vanliga dioder i framriktningen men har en backspänning som är väldefinierad. Dioden används alltså i backriktningen och man utnyttjar då den så kallade zenerspänningen. Det är den spänning vid vilken genombrott sker. Ett motstånd skall ligga i serie med zenerdioden för att begränsa strömmen.
En bra zenerdiod har en väldefinierad zenerspänning. Kurvan ska uppvisa ett skarpt knä. Dessutom bör temperaturdriften vara minsta möjliga. De bästa zenerdioderna ligger i området 5,6–6,2 V. Lägre spänning gör att temperaturkoefficienten blir alltmer negativ och högre spänning leder till att den blir alltmer positiv. Därför kan det vara lämpligt att seriekoppla flera zenerdioder. Man kan också jämna ut temperaturkoefficienterna genom att lägga en vanlig kiseldiod i serie med zenerdioden. Zenerdioder kan fås med zenerspänningar från 2,7 till 500 V. Förlusteffekter mellan 0,5 och 10 W förekommer. Det finns också dioder under 2 V. Dessa kallas stabistorer. De arbetar i framriktningen och är alltså inte zenerdioder.
Zenerdioder förekommer i olika sammanhang. På grund av att zenerspänningen Uz hålls nästan konstant används zenerdioden oftast i kretsar för spänningsstabilisering.
Ändras nätspänningen till en likriktare kommer även likspänningen att ändra sig till nackdel för den krets man matar. Genom att använda en stabiliseringskrets med zenerdiod kan spänningsvariationerna kompenseras och en konstant likspänning erhållas.